# 오늘
오늘은 지금 보내고 있는 날이다. 금일(今日)이라는 표현도 쓰인다.
오늘 날짜는 4월 14일 (UTC)이다.

## 같이 보기
- 위키낱말사전에 오늘 관련 글이 있습니다.
- 그저께
- 어제
- 내일
- 모레